# Faina Jepifanowa
Faina Gieorgijewna Jepifanowa (ros. Фаи́на Гео́ргиевна Епифа́нова;  ur. 16 października 1907 zm. 6 lutego 1988) – radziecka animatorka oraz reżyserka filmów animowanych. Żona rysownika Borisa Diożkina. W latach 1936–1973 pracowała jako animator w studiu „Sojuzmultfilm”. Brała udział w tworzeniu około 150 ręcznie rysowanych kreskówek. Zadebiutowała jako reżyser filmów animowanych w 1964 roku.

## Filmografia

### Reżyseria
- 1978: Mój przyjaciel sygnalizator świetlny

### Animator
- 1939: Limpopo
- 1943: Bajka o carze Sałtanie
- 1944: Skradzione słońce
- 1944: Telefon
- 1944: Orzeł i kret
- 1945: Zaginione pismo
- 1947: Konik Garbusek
- 1948: Niegrzeczny Fiedia
- 1948: Słoń i mrówka
- 1948: Mistrz narciarski
- 1948: Szara szyjka
- 1949: Pan Wilk
- 1949: Lew i zając
- 1949: Gęsi Baby-Jagi
- 1949: Czarodziejski dzwoneczek
- 1949: Obcy głos
- 1949: Wiosenna bajka
- 1950: Cudowny młyn
- 1950: Niedźwiedź Dreptak i jego wnuczek
- 1951: Opowieść z tajgi
- 1951: Bajka o królewnie i siedmiu rycerzach
- 1951: Noc wigilijna
- 1951: Serce śmiałka
- 1952: Snieżynka
- 1953: Koncert w lesie
- 1953: Magiczne zabawki
- 1953: Nieposłuszny kotek
- 1953: O dzielnej Oleńce i jej braciszku
- 1953: Farbowany lis
- 1954: Brudasy, strzeżcie się!
- 1954: Kozioł-muzykant
- 1954: Opowieść o polnych kurkach
- 1954: Skarb jeżyka
- 1954: Słomiany byczek
- 1954: Wszystkie drogi prowadzą do bajki
- 1954: W leśnej gęstwinie
- 1955: Choinka
- 1955: Niecodzienny mecz
- 1955: Dzielny zając
- 1955: Cudowna podróż
- 1956: Bajka o przebiegłym szakalu i dobrym wielbłądzie
- 1956: Dwanaście miesięcy
- 1957: Kiedy spełniają się życzenia
- 1957: Wilk i siedem kózek
- 1959: Przygody Buratina
- 1960: To ja narysowałem ludzika
- 1961: Cebulek
- 1962: Dzikie łabędzie
- 1962: Kwitnący sad
- 1967: Prorocy i lekcje
- 1969: Kapryśna królewna
- 1971: Bez tego obejść się nie można
- 1972: Kaczorek-muzykant
- 1974: Mały szop